# Arroyo Calengo
Der Arroyo Calengo ist ein Fluss in Uruguay.
Er entspringt auf dem Gebiet des Departamento Tacuarembó in der Cuchilla de la Pampa einige Kilometer südwestlich von Curtina. Von dort verläuft er in nordöstliche Richtung, bis er etwa sechs bis sieben Kilometer südöstlich Curtinas als rechtsseitiger Nebenfluss in den Arroyo Malo mündet.